# IC 2565A
IC 2565A је елиптична галаксија у сазвјежђу Мали лав која се налази на листи објеката дубоког неба у Индекс каталогу.
Деклинација објекта је + 27° 55' 44" а ректасцензија 10h 21m 17,1s. Привидна величина (магнитуда) објекта IC 2565 износи 16,8 а фотографска магнитуда 17,8. IC 2565A је још познат и под ознакама CGCG 154-4, 1ZW 24, PGC 3084850.